# Metriochroa
Metriochroa is een geslacht van nachtvlinders uit de familie Gracillariidae, de mineermotten.
Het geslacht omvat de volgende soorten:
- Metriochroa argyrocelis Vári, 1961
- Metriochroa carissae Vári, 1963
- Metriochroa celidota Bradley, 1965
- Metriochroa fraxinella Kumata, 1998
- Metriochroa inferior (Silvestri, 1914)
- Metriochroa latifoliella (Millière, 1886)
- Metriochroa pergulariae Vári, 1961
- Metriochroa psychotriella Busck, 1900
- Metriochroa scotinopa Vári, 1963
- Metriochroa symplocosella Kobayashi, Huang & Hirowatari, 2013
- Metriochroa syringae Kumata, 1998
- Metriochroa tylophorae Vári, 1961